# Genital lek
| Genital lek |
| --- |
| - Betydelse – ett barns utforskande av sina eller andras könsorgan - Funktion – del av utforskandet av människans anatomi - Sammanhang – på egen hand eller i grupp (för att lära sig könsskillnader) - Bakgrund – från 6 månaders ålder, alternativt i fosterlivet - Relaterade begrepp – leka doktor, onani |

Genital lek är ett vanligt beteende i de tidiga barnaåren och något särskiljt från onani. Beteendet är del av den normerande perioden i barnets liv där det utforskar kroppen på olika sätt, inklusive genom att leka doktor tillsammans med andra barn. Många psykologer hävdar att genital lek är ett tecken på hälsosam psykosexuell utveckling. Trots att den genitala leken ofta[st] inte leder direkt till onani, kan beteendet ibland missförstås som onani av vuxna.

## Funktion
Barnet utforskar de olika delarna av sin kropp för att förstå sig själv som individ. Detta är också en del av det vidare utforskandet av världen runt omkring det, och där spelar den egna kroppen en central roll som hem för medvetandet. På samma sätt som barnet behöver bli bekant med att det har näsa, tår, öron och fingrar, behöver det bli på det klara med alla andra delarna av kroppen. 

### Kommunikation och attityd
Genom att låta barnet, för sig själv och i ett tryggt sammanhang, få upptäcka sin egen kropp, låter föräldern detta bli del av en naturlig process. Om föräldern däremot tar bort barnets händer från könsorganen men låter det få upptäcka andra delar av kroppen, skickar föräldern ett förvirrande budskap som kan påverka barnets kroppsuppfattning och senare sexuella utveckling negativt. Ett spädbarn är sällan medvetet om den sexuella naturen hos könsorganen, så utforskandet är förutsättningslöst. Genom att utveckla en förståelse av den egna kroppen kan barnet skapa sig en bättre självbild, skydda sig bättre mot sexuella övergrepp och lättare utveckla hälsosamma relationer med andra.
Genom att tillåtas få lära känna sin egen kropp, blir barnet även bättre förberett för och kan lättare förstå karaktären hos sexuella budskap som det senare kommer i kontakt med via kontakter med andra eller genom olika medier. Det kan förhindra missförstånd och oansvariga sexuella beteenden. En öppen och stödjande attityd hos föräldern bidrar också till en mer förtroendefull relation mellan förälder och barn i stort.

### Kroppslig reaktion
Ett litet barns könsorgan kan reagera på olika stimuli, och det förekommer att spädbarn (både pojkar och flickor) kan få erektion i samband med ammande eller blöjbyten. Ett spädbarn kan i regel inte skilja mellan sexuella och icke-sexuella kroppsfunktioner, så njutningen i samband med ammande eller ett varmt bad kan påverka barnets hela kropp.

## Utveckling
Den genitala leken börjar oftast förekomma hos pojkar vid mellan sex och sju månader ålder. Den kan äga rum ensam eller i grupp, och ibland används dockor och andra föremål. Leken kan fortsätta genom den tidiga barndomen.
När barnet är cirka sex år gammalt inleds en ny period i barnets utveckling, där det oftare kan ägna sig åt onani. Denna latensfas avslutas sedan när barnet runt tio års ålder går in i preadolescensen, i praktiken ofta samtidigt som puberteten inträffar.

### Undersökande i grupp
Senare under barnaåren är det mycket vanligt med olika sorters lekar där barn utforskar varandras kroppar, något som kan benämnas doktorslek eller att leka doktor. Detta är bland annat en följd av att barn upptäcker att de är olika och att det finns kroppsliga skillnader mellan flickor och pojkar. Orsaken till genital lek i grupp är allmän nyfikenhet på sina egna och andras könsorgan. Ofta handlar det bara om att barnen kan ligga påklädda på varandra, men barn som varit drabbade av sexuella övergrepp kan ofta vara mer explicita i sitt lekande.

## Problem
Ibland kan barnets genitala lek vara problematiskt. Detta kan vara fallet om den:
- är manisk, och barnet inte kan avledas till annat beteende
- stör andra människor
- förorsakar emotionell eller fysisk smärta för barnet självt eller andra
- är kopplad till fysisk aggression
- innefattar tvång eller våld
- inkluderar mycket yngre eller mer omogna barn
- simulerar vuxnas sexuella lekar